# Keewatinook
Ne doit pas être confondu avec Terre de Rupert.
Circonscription électorale provinciale du Canada
Keewatinook est une circonscription électorale provinciale du Manitoba (Canada).

## Liste des députés
| Keewatinook | Keewatinook       | Keewatinook               | Keewatinook    | Keewatinook | Keewatinook |
| Nom         | Nom               | Parti                     | Mandat         | Législature |             |
| ----------- | ----------------- | ------------------------- | -------------- | ----------- | ----------- |
|             | John Morrison     | Indépendant               | 1916 - 1920    | 15e         |             |
|             | John Morrison     | Libéral                   | 1920 - 1922    | 16e         |             |
|             | Francis Black     | Progressiste              | 1922 - 1927    | 17e         |             |
|             | Herbert Beresford | Progressiste indépendant  | 1927 - 1932    | 18e         |             |
|             | Ewan McPherson    | Libéral-progressiste      | 1932 - 1936    | 19e         |             |
|             | Michael Rojeski   | Libéral/sans coalition    | 1936 - 1941    | 20e         |             |
|             | Daniel Hamilton   | Libéral-progressiste      | 1941 - 1945    | 21e         |             |
|             | Daniel Hamilton   | Libéral-progressiste      | 1945 - 1949    | 22e         |             |
|             | Daniel Hamilton   | Libéral-progressiste      | 1949 - 1953    | 23e         |             |
|             | Roy Brown         | Libéral-progressiste      | 1953 - 1958    | 24e         |             |
|             | Joseph Jeannotte  | Progressiste-conservateur | 1958 - 1959    | 25e         |             |
|             | Joseph Jeannotte  | Progressiste-conservateur | 1959 - 1962    | 26e         |             |
|             | Joseph Jeannotte  | Progressiste-conservateur | 1962 - 1966    | 27e         |             |
|             | Joseph Jeannotte  | Progressiste-conservateur | 1966 - 1969    | 28e         |             |
|             | Jean René Allard  | NPD                       | 1969 - 1972    | 29e         |             |
|             | Jean René Allard  | Indépendant               | 1972 - 1973    | 29e         |             |
|             | Harvey Bostrom    | NPD                       | 1973 - 1977    | 30e         |             |
|             | Harvey Bostrom    | NPD                       | 1977 - 1981    | 31e         |             |
|             | Elijah Harper     | NPD                       | 1981 - 1986    | 32e         |             |
|             | Elijah Harper     | NPD                       | 1986 - 1988    | 33e         |             |
|             | Elijah Harper     | NPD                       | 1988 - 1990    | 34e         |             |
|             | Elijah Harper     | NPD                       | 1990 - 1991    | 35e         |             |
|             | Eric Robinson     | NPD                       | 1991 - 1995    | 35e         |             |
|             | Eric Robinson     | NPD                       | 1995 - 1999    | 36e         |             |
|             | Eric Robinson     | NPD                       | 1999 - 2003    | 37e         |             |
|             | Eric Robinson     | NPD                       | 2003 - 2007    | 38e         |             |
|             | Eric Robinson     | NPD                       | 2007 - 2011    | 39e         |             |
|             | Eric Robinson     | NPD                       | 2011 - 2016    | 40e         |             |
|             | Judy Klassen      | Libéral                   | 2016 - 2019    | 41e         |             |
|             | Ian Bushie        | NPD                       | 2019 - 2023    | 42e         |             |
|             | Ian Bushie        | NPD                       | 2023 - présent | 43e         |             |